# Helmut Petrik
Helmut Petrik (* 16. Mai 1961 in Villach) ist ein ehemaliger österreichischer Eishockeystürmer, der seine ganze Karriere beim EC VSV in der Österreichischen Eishockey-Liga verbrachte und auch in der Österreichischen Nationalmannschaft zum Einsatz kam.

## Karriere
Helmut Petrik spielte von 1977 bis 1994 für den EC VSV in der Bundesliga und wurde mit den Villachern dreimal Österreichischer Meister, sowie viermal Vizemeister. In der Österreichischen Liga kam er auf 622 Spiele mit 195 Toren und rund 300 Torvorlagen. Er belegt damit Rang 6 der ewigen VSV-Torschützenliste. Zudem war er Mitglied der Nationalmannschaft, mit der er unter anderem an fünf B-Weltmeisterschaften und den Olympischen Spielen 1984 teilnahm.
Nach seiner aktiven Karriere wurde er Trainer im VSV-Nachwuchsbereich. Seine Söhne Nikolas und Benjamin sind ebenfalls Eishockeyspieler.

## Erfolge
- 1980: Junioren B-Weltmeister
- 1981: C-Weltmeister
- 1981: Österreichischer Meister mit EC VSV
- 1982: Vize-B-Weltmeister
- 1984: Österreichischer Vizemeister mit EC VSV
- 1989: Österreichischer Vizemeister mit EC VSV
- 1990: Österreichischer Vizemeister mit EC VSV
- 1991: Österreichischer Vizemeister mit EC VSV
- 1992: Österreichischer Meister mit EC VSV
- 1993: Österreichischer Meister mit EC VSV